# Финале УЕФА Лиге шампиона 2012.
Финале УЕФА Лиге шампиона 2012. је одржано у недељу, 19. маја 2012. на стадиону Алијанц Арена у Минхену између Бајерна из Минхена и Челсија. Бајерн је до тада одиграо осам финала, од којих је четири добио и четири изгубио, а најскорије финале у коме је играо је пораз у финалу 2010. Челси је играо у свом другом финалу, након што је изгубио финале у 2008.
Ово је било прво финале Лиге шампиона које је одиграно на Алијанц арени (за време финала се звала: "Fußball Arena München"). Као власник стадиона на ком се играло финале, Бајерн је био први финалиста који је играо на свом терену, још од Финала Купа европских шампиона 1984. и Роме на Стадиону Олимпико. Бајерн је на путу до финала победио Базел, Марсеј, и Реал Мадрид, док је Челси избацио Наполи, Бенфику, и браниоце титуле Барселону.
Бајерн је повео дубоко у другом полувремену голом Томаса Милера, да би Дидије Дрогба изједначио 5 минута касније. Утакмица је отишла у продужетке, где је Арјен Робен промашио пенал за Бајерн, пошто га је Петр Чех прочитао и одбранио. Нико није постигао гол у продужецима, па се отишло на извођење пенала, где је Челси победио са 4:3 и освојио своју прву титулу првака Европе. Челси је тако постао прва екипа из Лондона која је освојила титулу првака, пети тим из Енглеске, а укупно 22. различити освајач.

## Претходни учинак у финалима
| Клуб          | Претходни наступи у финалима (подебљане година означавају победника тадашњег такмичења) |
| ------------- | --------------------------------------------------------------------------------------- |
| Бајерн Минхен | 8 (1974, 1975, 1976, 1982, 1987, 1999, 2001, 2010)                                      |
| Челси         | 1 (2008)                                                                                |

## Детаљи са утакмице
| Бајерн Минхен                             | 1–1 (п. с. н.) | Челси                                      |
| ----------------------------------------- | -------------- | ------------------------------------------ |
| Милер 83’ · Робен '95 (продужеци)         | Извештај       | Дрогба 88’                                 |
| Пенали                                    |                |                                            |
| Лам · Гомез · Нојер · Олић · Швајнштајгер | 3–4            | Мата · Давид Луиз · Лампард · Кол · Дрогба |

| Бајерн Минхен | Челси |

| GK          | 1  | Мануел Нојер          |    |     |
| RB          | 21 | Филип Лам (c)         |    |     |
| CB          | 17 | Жером Боатенг         |    |     |
| CB          | 44 | Анатолиј Тимошчук     |    |     |
| LB          | 26 | Дијего Контенто       |    |     |
| DM          | 31 | Бастијан Швајнштајгер | 2’ |     |
| DM          | 39 | Тони Крос             |    |     |
| RW          | 10 | Арјен Робен           |    |     |
| AM          | 25 | Томас Милер           |    | 87’ |
| LW          | 7  | Франк Рибери          |    | 97’ |
| CF          | 33 | Марио Гомез           |    |     |
| Измене:     |    |                       |    |     |
| GK          | 22 | Ханс-Јорг Бут         |    |     |
| DF          | 5  | Данијел ван Бујтен    |    | 87’ |
| DF          | 13 | Рафиња                |    |     |
| MF          | 14 | Такаши Усами          |    |     |
| MF          | 23 | Данијел Прањић        |    |     |
| FW          | 9  | Нилс Петерсен         |    |     |
| FW          | 11 | Ивица Олић            |    | 97’ |
| Тренер:     |    |                       |    |     |
| Јуп Хајнкес |    |                       |    |     |

| GK               | 1  | Петр Чех          |      |     |
| RB               | 17 | Жозе Босингва     |      |     |
| CB               | 4  | Давид Луиз        | 86’  |     |
| CB               | 24 | Гари Кахил        |      |     |
| LB               | 3  | Ешли Кол          | 81’  |     |
| DM               | 12 | Џон Оби Микел     |      |     |
| CM               | 8  | Френк Лампард (c) |      |     |
| RW               | 21 | Саломон Калу      |      | 84’ |
| AM               | 10 | Хуан Мата         |      |     |
| LW               | 34 | Рајан Бертранд    |      | 73’ |
| CF               | 11 | Дидије Дрогба     | 93’  |     |
| Измене:          |    |                   |      |     |
| GK               | 22 | Рос Турнбул       |      |     |
| DF               | 19 | Пауло Фереира     |      |     |
| MF               | 5  | Мајкл Есијен      |      |     |
| MF               | 6  | Ориол Ромеу       |      |     |
| MF               | 15 | Флоран Малуда     |      | 73’ |
| FW               | 9  | Фернандо Торес    | 120’ | 84’ |
| FW               | 23 | Данијел Стариџ    |      |     |
| Тренер:          |    |                   |      |     |
| Роберто ди Матео |    |                   |      |     |

| УЕФА-ин играч утакмице: Дидије Дрогба (Челси) Играч утакмице по навијачима: Петр Чех (Челси) Помоћне судије: Бертино Миранда Рикардо Сантош Четврти судија: Карлос Веласко Карбаљо Додатне помоћне судије: Жорж Соуза Дуарте Гомеш | Правила меча - 90 минута. - 30 минута продужетака, ако је неопходно. - Пенали, ако је резултат још увек изједначен - Седам декларисаних играча за измену - Највише 3 измене |

## Везе ка другим чланцима
- 2011–12 UEFA Champions League, UEFA.com